# ترانسفورماتور فلای بک

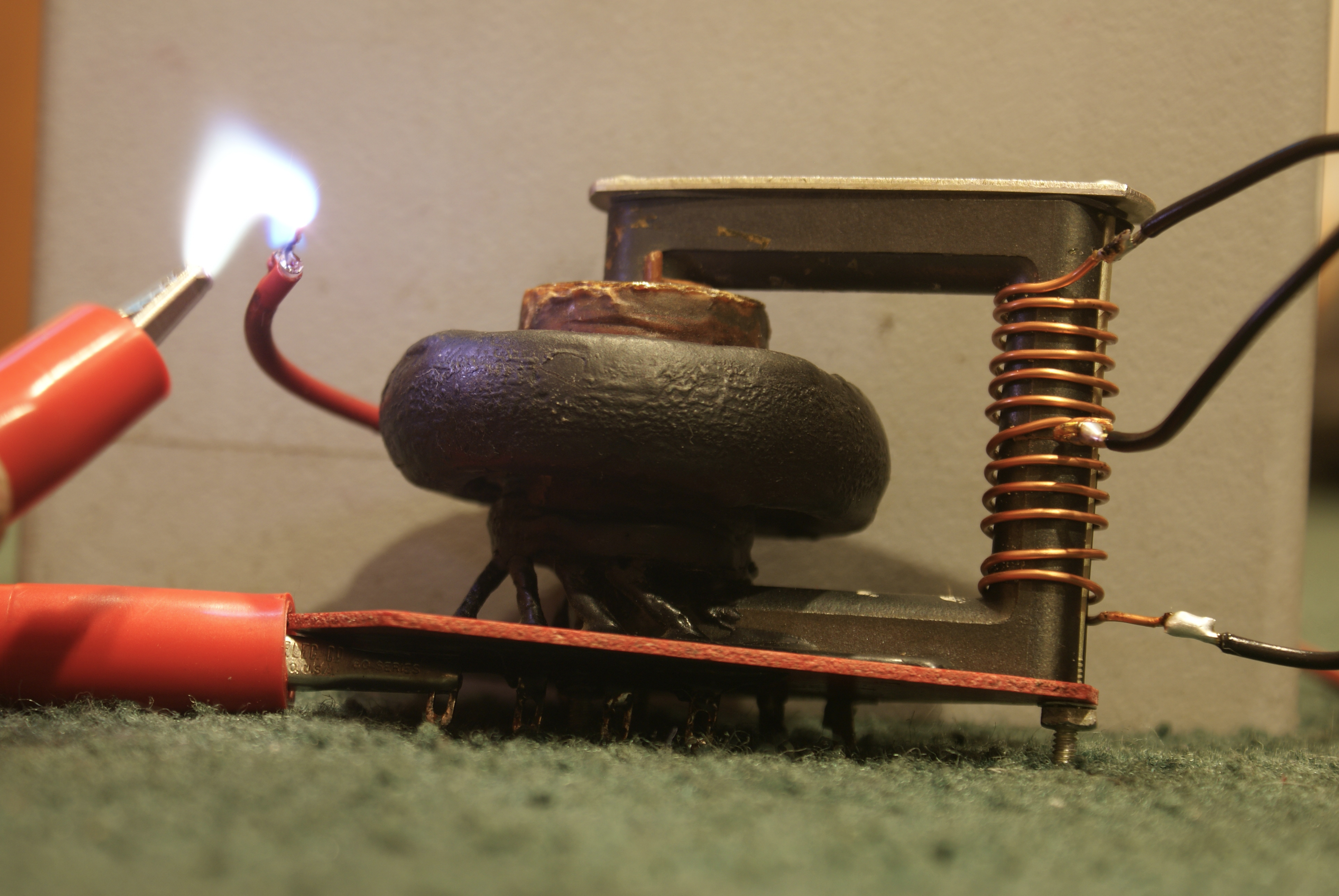
ترانسفورماتور فلای‌بک قدیمی.

ترانسفورماتور فلای‌بک (FBT)، همچنین دگر نام آن ترانسفورماتور خروجی خط (LOPT)، نوع خاص ترانسفورماتور الکتریکی است. در ابتدا برای تولید سیگنال‌های اره‌ای با ولتاژ بالا در فرکانس نسبتاً بالا طراحی می‌شد. در طرح‌های مدرن، از آن به‌طور گسترده در لوازم دارای منبع تغذیه سوئیچینگی برای هر دو سطح ولتاژ کم (۳ ولت) و بالا (بیش از ۱۰ کیلو ولت) استفاده می‌شود.